# Mitografía (escritura)
La mitografía es un sistema de escritura en el cual la notación gráfica no se refiere al lenguaje verbal, sino que forma una relación simbólica independiente. Reúne sistemas de signos de carácter durativo que se dirigen a la vista o al oído.

## Tipos
La mitografía se realiza de varias maneras dependiendo de la sustancia utilizada:
- Representación por objetos.
- Notación por nudos hechos en una cuerda o una cinta.
- Notación por muescas.
- Pictografía.

- Datos: Q6019617